# Ace Ventura, détective chiens et chats
Pour les articles homonymes, voir Ace Ventura.
Série Ace Ventura
Ace Ventura en Afrique
(1995)
Pour plus de détails, voir Fiche technique et Distribution.
Ace Ventura, détective chiens et chats (Ace Ventura: Pet Detective), ou Ace Ventura mène l'enquête au Québec, est un film américain réalisé par Tom Shadyac, sorti en 1994.
Premier volet de la trilogie Ace Ventura, il est suivi, un an plus tard, par Ace Ventura en Afrique.

## Synopsis
Spécialisé dans la recherche des animaux perdus, Ace Ventura habite un appartement devenu une véritable arche de Noé où se côtoient caméléon, perroquet, canari et mouffette. Lorsque l'équipe de football américain de Miami perd sa mascotte, le dauphin Flocon de Neige, c'est à Ace Ventura que la charmante Melissa Robinson fait appel. Dès les premiers instants de l'enquête, Ace trouve un indice, une pierre précieuse qui appartenait à une chevalière mémoire du Super Bowl de 1984, que les Dolphins n'avaient pas gagné. Il s'attire très vite les foudres du lieutenant Einhorn, chef de la police.
Ace Ventura part à la recherche de tous ceux qui possèdent la fameuse bague et tente de découvrir celle dont il manque une pierre précieuse. Après des recherches infructueuses, Ace Ventura et Melissa se rendent sur les lieux où l'entraîneur de l'équipe de football vient de se suicider, selon l'avis de tous. Mais Ace est persuadé qu'il y a plutôt eu meurtre.
Sur une vieille photo de l'équipe de football, Ace Ventura aperçoit un joueur dénommé Ray Finkle qui ne figure pas sur sa propre photo. Celui-ci n'est plus dans l'équipe depuis qu'il a manqué son coup de pied légendaire au Super Bowl de 1984 et qu'il a fait perdre son équipe. Depuis, personne ne l'a plus jamais vu. Ace se dit que c'est peut-être lui qui possède la bague à laquelle il manque une pierre précieuse, donc il pourrait être le voleur, et même l'assassin de l'entraîneur de l'équipe de football.
Ace Ventura se rend donc au foyer de Ray Finkle, où même ses parents n'ont plus de nouvelles de lui depuis le fameux évènement. Ace apprend qu'il a été détenu à l'hôpital psychiatrique de Tampa pendant quelque temps. Il s'y rend donc dans l'espoir de trouver des indices...

## Fiche technique
- Titre : Ace Ventura, détective chiens et chats
- Titre original : Ace Ventura: Pet Detective
- Slogan : « Il est le meilleur dans sa spécialité (En fait, il est le seul !) »
- Réalisation : Tom Shadyac
- Scénario : Jim Carrey, Jack Bernstein et Tom Shadyac, d'après une histoire de Jack Bernstein
- Musique : Ira Newborn
- Photographie : Julio Macat
- Montage : Don Zimmerman
- Direction artistique : Alan E. Muraoka
- Décors : William A. Elliott
- Costumes : Bobbie Read
- Animation des marionnettes : Douglas S. Turner
- Production : James G. Robinson (en)
  - Production exécutive : Gary Barber* Société de production : Morgan Creek Productions
- Sociétés de distribution : Warner Bros. Entertainment (États-Unis) ; AMLF (France)
- Budget : 15 000 000 $
- Pays d'origine :  États-Unis
- Langue originale : anglais
- Tournage : du 10 mai 1993 au 18 juillet 1993
- Format : couleur - 1,85:1 - 35 mm - son Dolby
- Genre : comédie
- Durée : 86 minutes
- Dates de sortie : 
  - États-Unis : 4 février 1994
  - Royaume-Uni : 29 avril 1994
  - France : 29 mars 1995

## Distribution
- Jim Carrey (VF : Emmanuel Curtil ; VQ : Marc Labrèche) : Ace Ventura
- Courteney Cox (VF : Anne Rondeleux ; VQ : Anne Bédard) : Melissa Robinson
- Sean Young (VF : Pascale Jacquemont ; VQ : Élise Bertrand) : Commissaire Loïs Einhorn / Ray Finkle
- Tone Loc (VQ : Jean Galtier) : Emilio
- John Capodice (VF : Michel Tugot-Doris ; VQ : Yves Massicotte) : Sergent Aguado
- Noble Willingham (VF : Michel Barbey ; VQ : Ronald France) : Riddle
- Dan Marino (VF : Éric Herson-Macarel ; VQ : Hubert Gagnon) : lui-même
- Troy Evans (VF : Henri Lambert ; VQ : André Montmorency) : Roger Podacter
- Raynor Scheine (VF : Emmanuel Karsen ; VQ : Sébastien Dhavernas) : Gregory Woodstock
- Udo Kier (VQ : Luis de Cespedes) : Ronald Camp
- Judy Clayton (VQ : Élizabeth Lesieur) : Martha Mertz
- Mark Margolis (VQ : Claude Préfontaine) : M. Salagas
- Frank Adonis (VQ : Jean-Marie Moncelet) : Vinnie
- Ronald Taylor (VQ : Victor Désy) : Roc
- David Margulies (VQ : Benoît Marleau) : Dr Mamoulian
- Bill Zuckert (VF : William Sabatier ; VQ : Julien Bessette) : le père de Ray Finkle
- Alice Drummond (VF : Annick Alane ; VQ : Dyne Mousso) : la mère de Ray Finkle
- Rebecca Ferratti (VQ : Geneviève de Rocray): la maîtresse attirante du shih tzu
- Randall « Tex » Cobb (VF : Joël Zaffarano ; VQ : Yves Corbeil) : le kidnappeur du shih tzu
- Cannibal Corpse : eux-mêmes

## Accueil

### Accueil critique
Le film, réalisé en 1994, est qualifié en 2019 de transphobe et d'homophobe pour sa représentation du personnage de Loïs Einhorn. En novembre 2019, un hasthag lancé sur le Twitter francophone réclame à Netflix de le retirer de leur catalogue. Il génère plus de 6 000 tweets.
Le film sera reproposé sur la plateforme en juin 2023.

### Box-office
- Budget : 15 000 000 $
- Recettes totales : 107 217 396 $

## Commentaires
- La carrière cinématographique de Jim Carrey fut lancée grâce au succès du film. En France, il est sorti en 1995, après le triomphe mondial de The Mask. L'acteur a été nommé pour le MTV Movie Award du meilleur acteur de comédie, récompense finalement remportée par Robin Williams pour Madame Doubtfire.
- Le groupe de brutal death metal Cannibal Corpse fait une apparition dans le film, en interprétant Hammer Smashed Face. C'est Jim Carrey lui-même, grand fan du groupe, qui en aurait eu l'idée.

## Suites et adaptations

### Jeu vidéo
- 1996 : Ace Ventura: Pet Detective, jeu vidéo sur Windows (jeu d'aventure de 7th Level)

### SagaAce Ventura
- 1994 : Ace Ventura, détective pour chiens et chats (Ace Ventura 1: Pet Detective), film de Tom Shadyac avec Jim Carrey
- 1995 : Ace Ventura en Afrique (Ace Ventura: When Nature Calls), film de Steve Oedekerk avec Jim Carrey
- 1996 : Ace Ventura, série télévisée animée de 39 épisodes de 30 minutes chacun
- 2008 : Ace Ventura Jr., détective chiens et chats (Ace Ventura Jr.: Pet Detective), film sans Jim Carrey.